# Football Impact Cup
Football Impact Cup — щорічний зимовий товариський турнір з футболу, що проводиться з 2012 року в іспанському місті Марбелья на стадіоні «Мунісіпаль» в другій половині січня.

## Історія
Перший турнір пройшов з 22 по 28 січня 2012 року, в якому 8 команд грали на виліт. Переможцем стало «Динамо» (Київ). 
Наступного року формат змагань було змінено. Чотири команди зіграли одна з одною по круговій системі і «Ференцварош», що набрав 7 очок, став переможцем турніру.

## Результати
| Рік  | Переможець      | Рахунок         | Фіналіст   | Місце             | Дата             | Команд |
| ---- | --------------- | --------------- | ---------- | ----------------- | ---------------- | ------ |
| 2012 | «Динамо» (Київ) | 7-2             | «Краковія» | Марбелья, Іспанія | 22-28 січня 2012 | 8      |
| 2013 | «Ференцварош»   | Кругова система | «Стяуа»    | Марбелья, Іспанія | 18-23 січня 2013 | 4      |